# Kukačka nádherná
Kukačka nádherná (Chrysococcyx lucidus nebo Chalcites lucidus – viz oddíl nomenklatura) je druh kukačky z rodu Chrysococcyx, která se vyskytuje v Austrálii, Indonésii, na Nové Kaledonii, Novém Zélandu, Nové Guineji, Šalomounových ostrovech a Vanuatu. S délkou těla 13–18 cm se jedná o jednoho z nejmenších zástupců řádu kukaček. Kukačka má svrchu nápadné, bronzové opeření s výrazným iridiscentním (kovově lesklým) zabarvením na svrchní straně křídel. Spodní partie jako je břicho, hruď a spodní část těla jsou bílé s tmavě hnědým pruhováním. Krátký zobák je mírně zahnutý směrem dolů. Ocas je poměrně dlouhý, nohy šedé až černé, zespodu bledé či nažloutlé.
Rozeznávají se 4 poddruhy, které se od sebe mírně liší odlišně zbarveným opeřením a šířkou zobáku. Subsp. lucidus (hnízdí na Novém Zélandu a přilehlých ostrovech) a plagosus (hnízdí v Austrálii) každoročně migrují do zimovišť v jihozápadním Tichomoří. Subsp. layardi (Nová Kaledonie, Vanuatu, ostrovy svatého Kříže) a harterti (Šalomounovy ostrovy) nemigrují. Kukačky nádherné se rozmnožují na jaře. Jedná se o hnízdní parazity, kteří kladou svá vejce do hnízd jiných ptáků, kteří pak obstarávají inkubaci i výchovu mláďat. Zatímco v Austrálii kladou vejce do hnízd nejméně 65 druhů jiných opeřenců, na Novém Zélandu kladou svá vejce výhradně do hnízd střízlíkovců novozélandských, na Chathamských ostrovech jen do hnízd střízlíkovců chathamských a na Nové Kaledonii jen do hnízd střízlíkovců novokaledonských. Do hostitelského hnízda kukačka klade vždy pouze jedno vejce olivové barvy. Celkově jich může naklást až 16 za jedno hnízdní období. Inkubační doba trvá nejčastěji 13–15 dní. Kukaččino mládě do několika dní po narození vytlačí z hnízda potomky svého hostitele, kteří hynou. Po cirka 19 dnech od narození dochází k prvnímu letu, avšak mládě je vykrmováno hostitelskými rodiči po další 3–4 týdny, načež se plně osamostatňuje.
Jedná se o místy hojný druh se stabilní, i když neznámo velkou populací. V maorské kultuře je přílet kukaček spojován s počátky jara a časem sázení batátů, jejich klíčové zemědělské plodiny. IUCN považuje druh za málo dotčený.

## Nomenklatura
Druh byl poprvé popsán německým přírodovědcem Johannem Friedrichem Gmelinem v roce 1788. Gmelin kukačku popsal na základě jedince polapeného na severním cípu Jižního ostrova Nového Zélandu ve fjordu Queen Charlotte Sound / Tōtaranui během Cookovy druhé plavby. Gmelin druh nazval Cuculus lucidus.
Anglický ornitolog John Latham však popsal kukačku nádhernou znovu, a to na základě exempláře z australského Nového Jižního Walesu, a sice v roce 1801. Druh pojmenoval jako Cuculus plagosus. Na tyto dvě populace kukaček (australská a novozélandská) bylo po mnohá desetiletí nahlíženo jako na dva oddělené druhy, a teprve novodobější studie ukázaly, že se jedná o tentýž druh.
Binomické jméno druhu se uvádí jako Chrysococcyx lucidus (Mezinárodní ornitologická unie a novozélandské taxonomické autority) nebo Chalcites lucidus (IUCN a australské taxonomické autority). Druh se tedy řadí do rodu Chrysococcyx nebo Chalcites, čeledi kukačkovití a řádu kukačky.
V maorštině je druh znám jako pīpīwharauroa.

### Poddruhy
Americký přírodovědec Ernst Mayr v roce 1932 navrhl rozdělení druhu na 4 poddruhy podle místa výskytu, a sice:
- C. l. lucidus – nominátní poddruh, vyskytuje se na Novém Zélandu a přilehlých ostrovech (Chathamské ostrovy, Norfolk); na zimu migruje do jihozápadního Tichomoří.
- C. l. plagosus – Austrálie a Tasmánie, přezimovat létá na sever Austrálie a do Papui Nové Guiney.
- C. l. layardi – Nová Kaledonie, Vanuatu, ostrovy svatého Kříže, nemigruje.
- C. l. harterti – Šalomounovy ostrovy, nemigruje.

Toto rozdělení nicméně zpochybnil ornitolog Brian James Gill (1983), podle kterého není mezi australskou a novozélandskou populací významný rozdíl. Jsou sice přítomné jemné rozdíly v barvě opeření a hlavně šířce zobáku (populace na západě Austrálie mívají nejužší zobák a novozélandské kukačky nejširší), nicméně tyto rozdíly podle Gilla nejsou natolik významné, aby se jednalo o poddruhy. Gill rozdíly považoval za klinální variabilitu a navrhl z C. l. plagosus udělat synonymum pro C. lucidus. To nicméně později rozporoval australský ornitolog D. I. Rogers, podle kterého kukačky nádherné z východní Austrálie sice mají o něco širší zobák než populace ze západní Austrálie, avšak nedá se v rámci australské populace hovořit o klinální změně. Rogers potvrdil změny opeření mezi australskou a novozélandskou populací.
Rozdělení do 4 poddruhů přijímá řada autorů jako Higgins (1999) nebo Heather & Robertson (2005), i organizací jako Mezinárodní ornitologická unie, Cornellova ornitologická laboratoř či Animal Diversity Web Michigenské univerzity.

Vybraná dobová vyobrazení
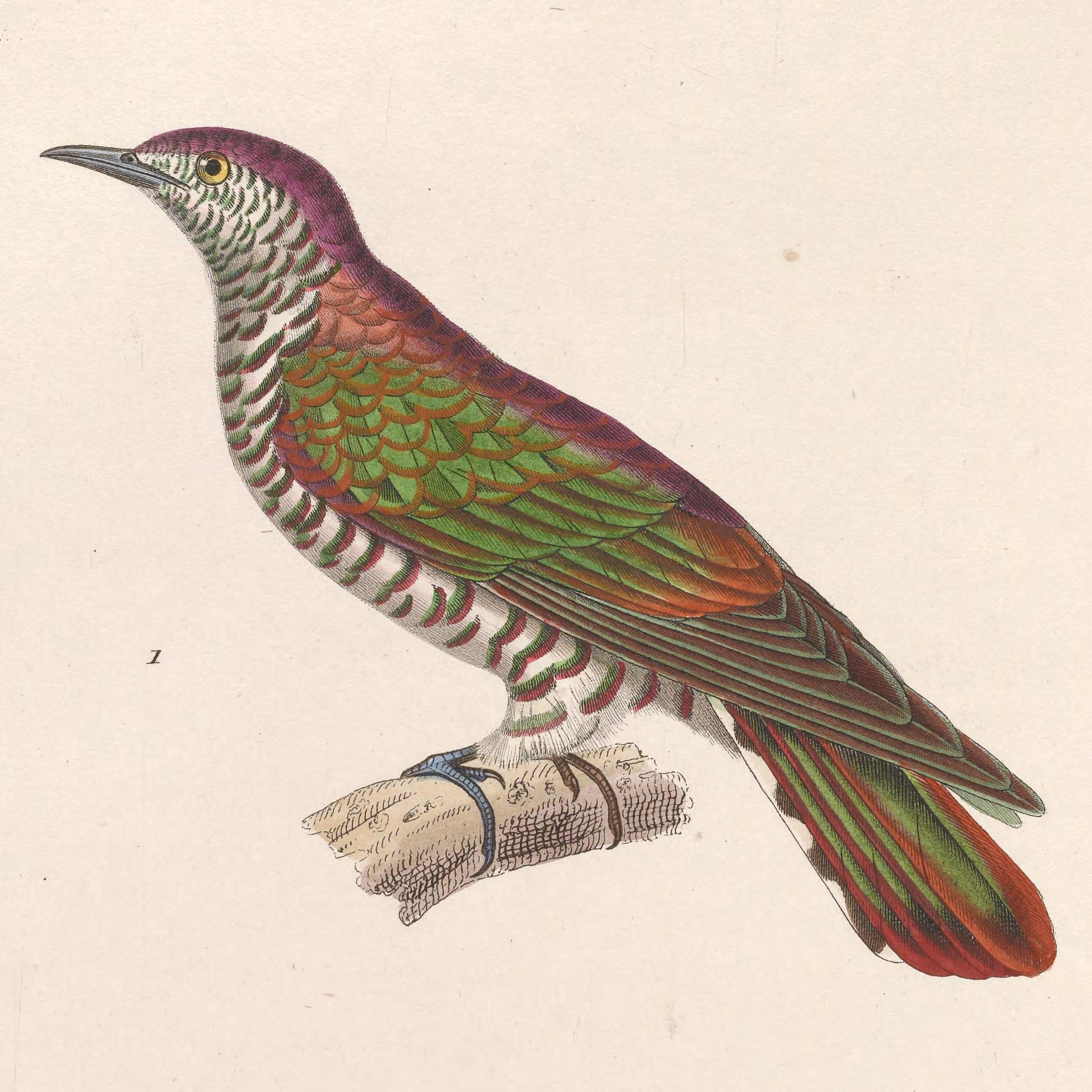
Jean-Gabriel Prêtre a Nicolas Huet the Younger, 1838
Iconographia Zoologica, 18. či 19. století
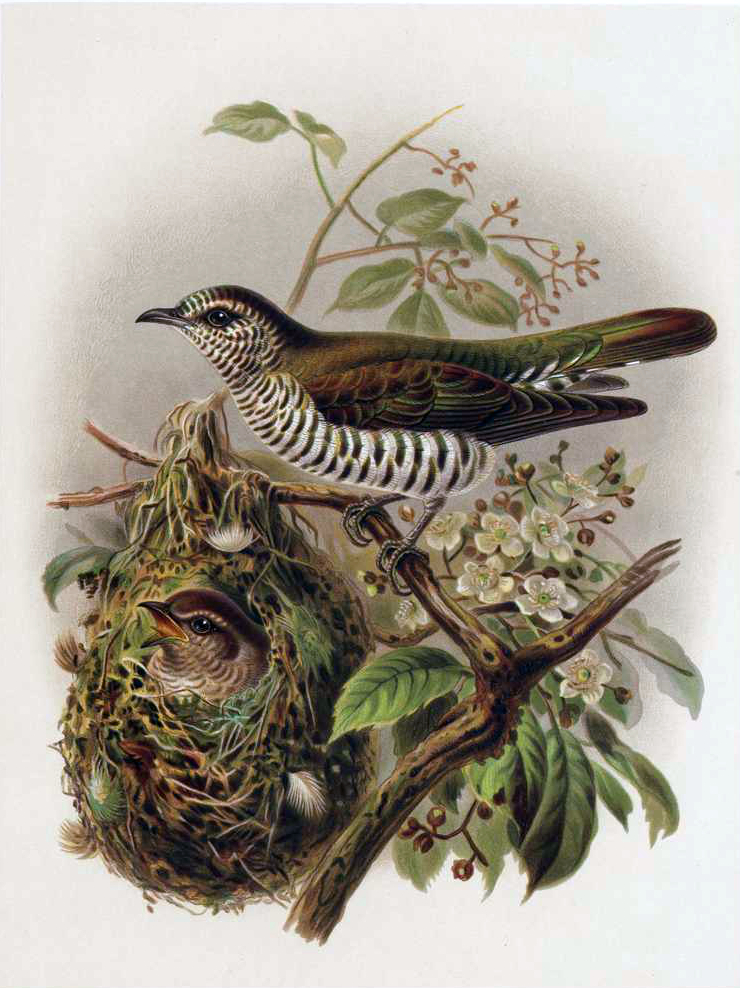
Walter Buller, 1888
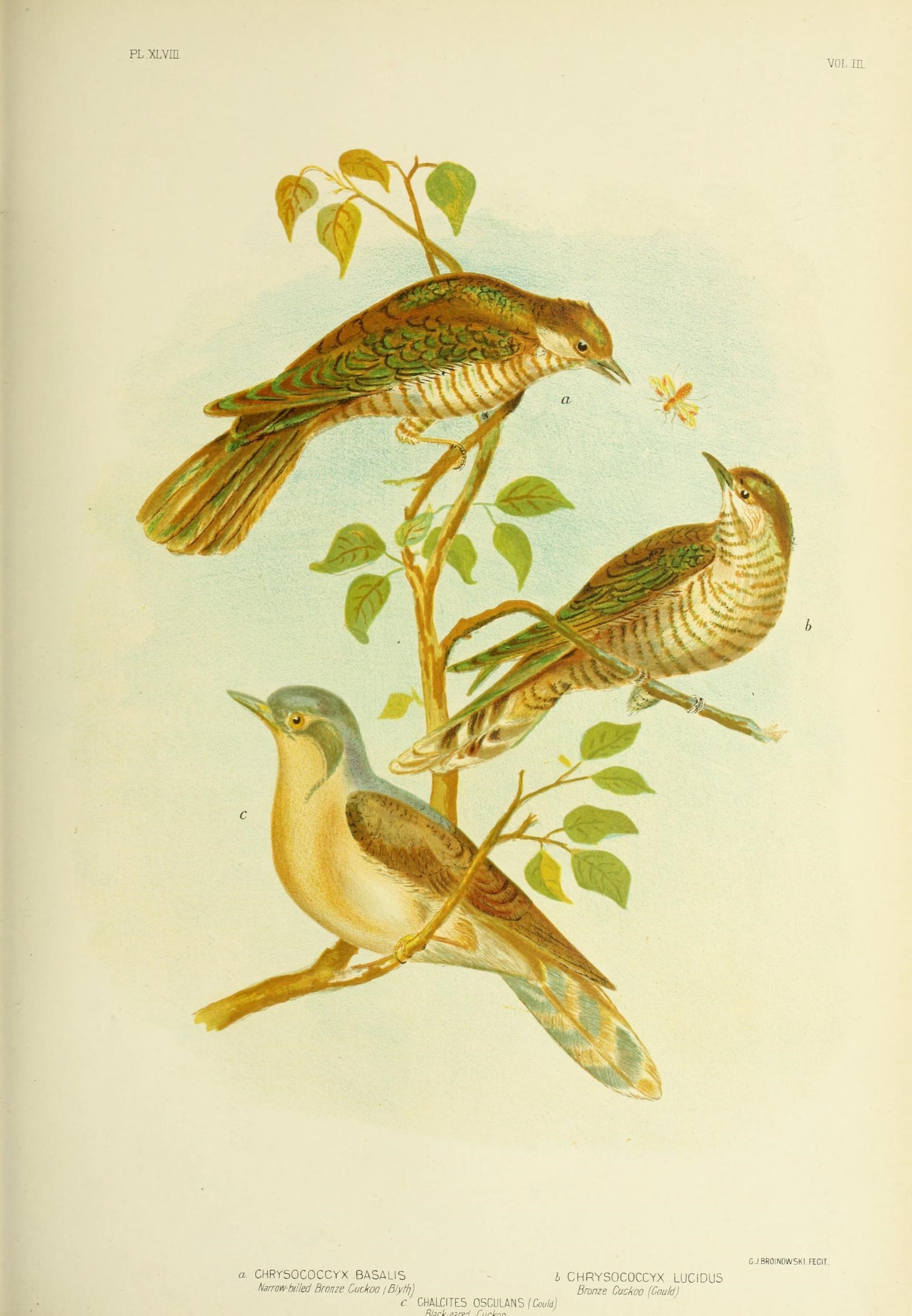
Gracius Broinowski, 1890 (kukačka nádherná je uprostřed)

## Popis
Jedná se o malou kukačku s délkou těla 13–18 cm, s rozpětím křídel kolem 25–32 cm a váhou pouhých 25 g. Tyto rozměry z druhu činí jednu z nejmenších zástupců kukaček na světě (další kukačkou podobné délky je kukačka bronzová).

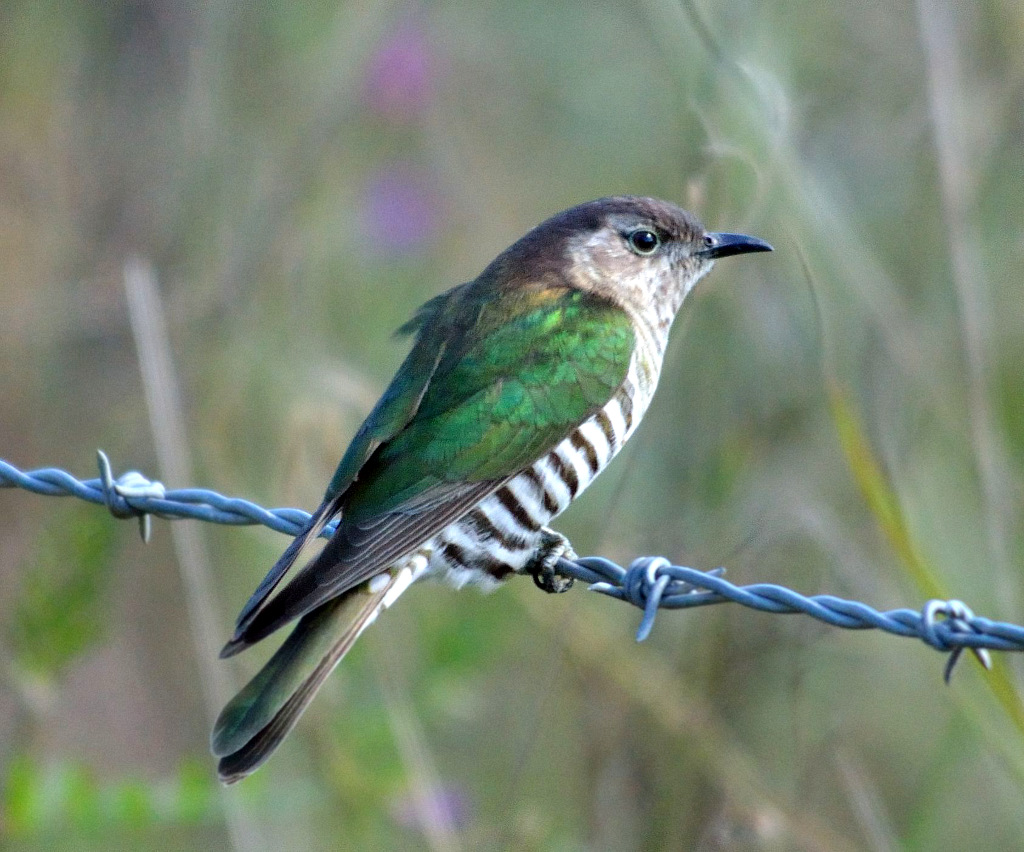
Kukačka nádherná v australském Brisbane, Queensland

Subsp. plagosus má horní část hlavy, šíji a horní část hřbetu kaštanově hnědou s jemně zelenkavým iridiscentním nádechem. Obličej je bílý s tmavě hnědým řídkým kropením, které bývá u příuší rozmazané, až budí dojem jednotného hnědého pokryvu. Svrchní část ocasu je olivově zelená až tmavá, konečky ocasních letek jsou svrchu bílé, při rozevření ocasu je patrné pruhování tmavé a bílé barvy. Svrchní část ručních a loketních letek je sytě zeleně iridiscentní, krycí letky jsou svrchu do černa. Spodní část těla (hruď, boky, břicho) je bílá s výrazným tmavě hnědým iridiscentním příčným pruhováním. Spodní část ocasu je bílo-černě pruhovaná. Spodní část křídel je u krycích letek a ramenní peruti bílá s černými pruhy, jinak tmavě šedá s bílým výrazným pruhem ve středové části letek. Zobák je světle černý a jemně zahnutý dolů. Duhovka je většinou tmavě hnědá, občas může být rezavá a výjimečně i červená, žlutá, šedá či bílá. Nohy jsou šedé až černé, zespodu bledé či nažloutlé.
Pohlavní dimorfismus je nevýrazný, samice bývají poněkud bledší, iridiscentní odstíny nebývají tak výrazné. Uprostřed břicha jim chybí pruhování a převažuje tam bílá. Juvenilní jedinci jsou bledší než dospělí a lze je rozpoznat hlavně podle spodní bílé části těla bez pruhování ve střední oblasti (pruhování začíná až na bocích).
Subsp. lucidus je podobný subsp. plagosus. Hlavní rozdíl u samců jsou výraznější bílá v obličeji s méně výrazným, řidším kropením, méně iridiscentní hnědou ve svrchní části těla, která se někdy jeví spíše až zelená (nikdy ne kaštanová jako u subsp. plagogus). Zobák je u kořene viditelně širší a peří u kořene spodní čelisti je mnohem bledší. Samice a juvenilní jedinci jsou velmi podobní subsp. plagosus a v terénu jsou prakticky k nerozeznání.
Subsp. layardi bývá o trochu menší než subsp. plagosus. Jejich zobák je delší a těžší, u kořene širší než u subsp. lucidus. Oproti plagosus či lucidus má subsp. layardi šedé čelo, které přechází do kaštanové při uzdičce a šíji. Peří v obličeji a na čele je bílé, takřka bez pruhování. Svrchní část těla a křídel je velmi podobná subsp. plagogus. Spodní část těla a křídel je světlá, tmavě hnědě pruhovaná s jemným nazelenkavým nádechem. Pro tento poddruh jsou typické užší tmavé pruhy a delší ocas než u australské a novozélandské populace.
Subsp. harteri je velmi podobný subsp. layardi, ale s měděným, silně iridiscentním peřím na korunce, šíjí a hřbetu. Samice se od samců odlišuje výrazně ryšavěji zbarveným ocasem, světle fialovou korunkou, bronzovou šíjí a světle lesklým peřím na hřbetu.

### Záměna
Na Novém Zélandu lze kukačku nádhernou zaměnit jen těžko, podobně zbarvené druhy se na novozélandských ostrovech nevyskytují. V Austrálii je kukačce nádherné podobná kukačka Horsfieldova a kukačka trpasličí.

## Biologie a chování
Jedná se o denního ptáka. Hřaduje v korunách stromů, výjimečně na drátech elektrického vedení či na parapetech.

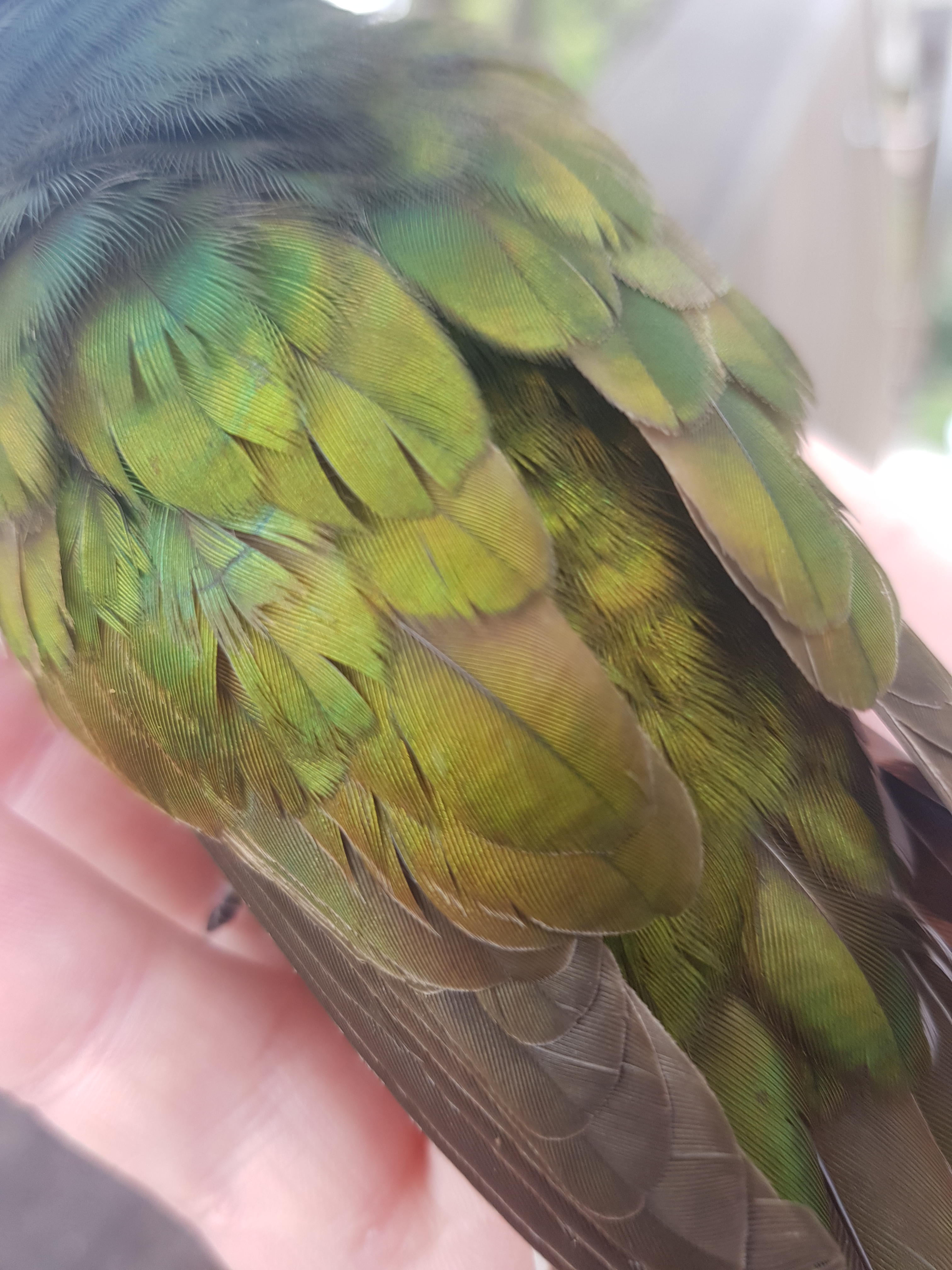
Detail zeleného iridiscentního opeření na křídlech

### Vokalizace
Hlavním voláním kukačky je hlasitý, mírně stoupající, píšťalkovitý, asi vteřinu trvající tón, který se 10–20× opakuje. Poslední z řetězce těchto tónů je většinou klesající. Hlas kukačky je obtížné lokalizovat, což je patrně způsobeno tím, že kukačka při těchto voláních otáčí hlavou, takže se zvuk šíří různými směry. Nejčastěji dochází k vokálním projevům kukačky na jaře a v létě, v nehnízdícím období jsou většinou tiché.

### Rozmnožování
Na počátku hnízdního období, tedy od konce zimy do léta, dochází k tvorbám párů. Kukačky se shlukují vysoko v korunách stromů, kde dochází k námluvám. Ptáci létají z větve na větev, často tokají a různě mávají křídly, aby tak zapůsobili na opačné pohlaví. Jakmile si dvě kukačky padnou do oka, odlétají spolu pryč a později dochází ke kopulaci. Součástí námluv může být i zásnubní krmení, které bylo pozorováno u páru těsně před kopulací.

#### Kladení vejce
Stejně jako ostatní kukačky, i kukačka nádherná je hnízdní parazit. To znamená, že si nestaví hnízdo sama, ale klade vejce do hnízd jiných ptáků, takže rodiče kukačky nádherné nehrají žádnou roli ve vykrmení nebo výchově svých mláďat.
V Austrálii kladou svá vejce nejčastěji do hnízd střizlíkovcovitých (mj. z rodu Acanthiza, Sericornis a Gerygone), modropláštníkovitých a kystráčkovitých. Nejméně se jedná o 65 různých hostitelských druhů australských ptáků. Na Novém Zélandu mají kukačky pouze jediného hostitele, a sice střízlíkovce novozélandského. Podobně na tom je i populace z Chathamských ostrovů, jejíž jediný jediným hostitelem je střízlíkovec chathamský, nebo kukačky z Nové Kaledonie, jejichž výhradním hostitelem je střízlíkovec novokaledonský. Obecně se dá říci, že si vybírá hnízda ptáků, kteří staví kopulovitá hnízda či hnízda s malým vstupním otvorem.

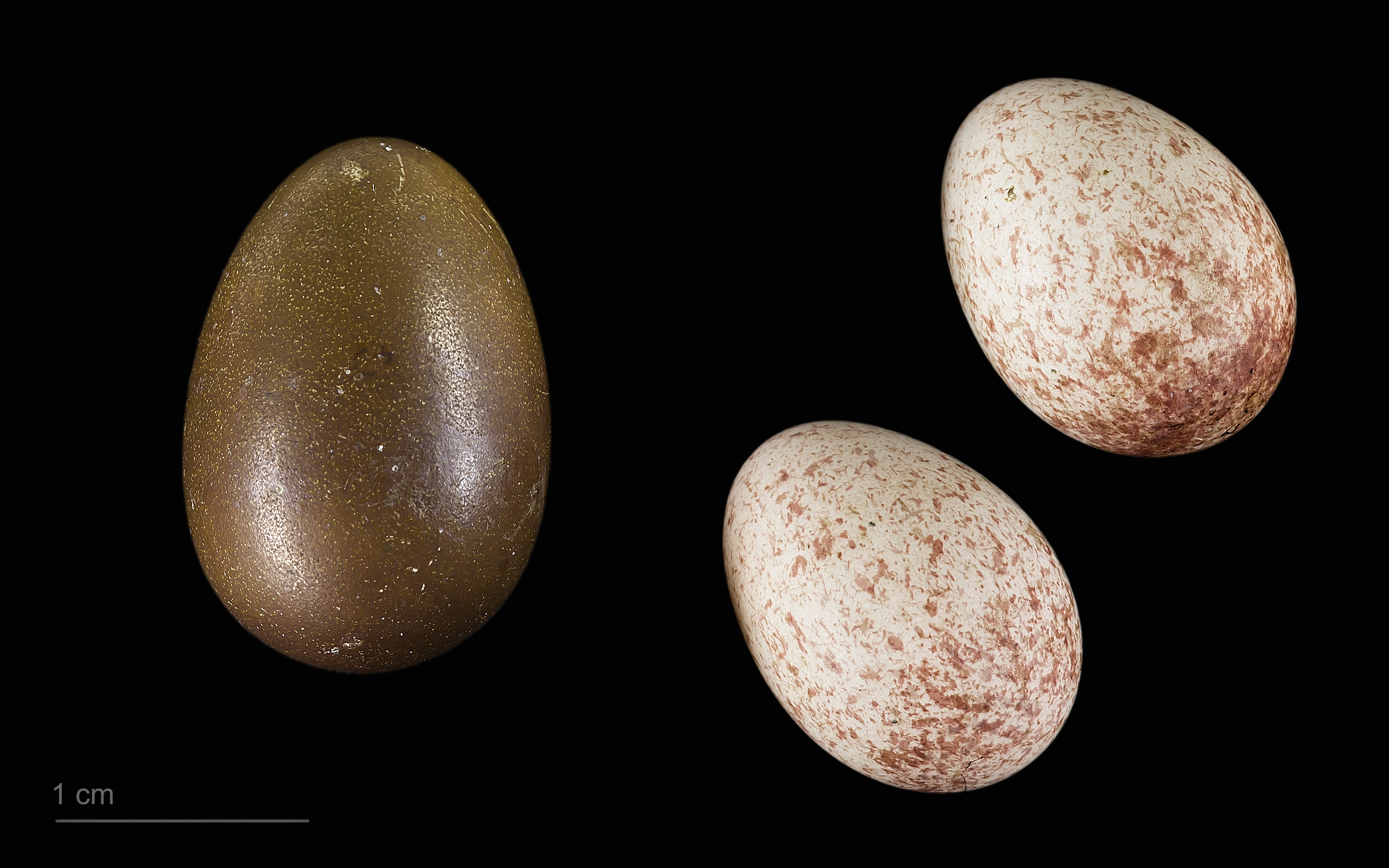
Vejce kukačky nádherné (vlevo) ve srovnání s vejci novokaledonského hostitele střízlíkovce novokaledonského

Ještě do konce 20. století nebylo úplně jasné, jakým způsobem kukačka dostává do hostitelského hnízda své vejce, a někteří ornitologové spekulovali, že kukačky nádherné kladou vejce na zemi a teprve poté jej v zobáku donesou do hnízda. Ověřená pozorování z přelomu 20. a 21. století však tyto spekulace vyvrátila. Na Novém Zélandu i v Austrálii bylo pozorováno, jak kukačka nádherná vnikne do hnízda inkubujícího hostitele (střízlíkovce novozélandského, resp. střízlíkovce žlutokostřecového) s hlavou napřed, během 5–18 vteřin naklade vlastní vejce, s ocasem napřed vycouvá z hnízda a poté zobákem nabere jedno z vajec hostitele a odletí. V případě přítomnosti inkubujícího střízlíkovce strávily kukačky v hnízdě kratší dobu (pod 10 vteřin), v době hostitelovy nepřítomnosti tam zůstaly o několik vteřin déle. Není jasné, jak kukačky nakládají s odneseným vejcem hostitele; je pravděpodobné, že ho pozřou.
Střízlíkovci mohou být na kukačku hodně agresivní a kukačky si někdy odnášejí zřetelná zranění na těle. Na druhou stranu dospělé kukačky příležitostně zabijí již vylíhlá mláďata svých hostitelů, čímž je patrně chtějí přinutit k nové snůšce a zvýšit tak své šance na další hnízdní parazitismus. Kukačky totiž kladou svá vejce jen do hnízd, kde zrovna dochází k inkubaci. Snůška střízlíkovců postižená hnízdním parazitismem kukaček většinou vede ke smrti všech mláďat, pouze příležitostně se některým podaří přežít, pokud se vylíhnou včas a stihnou se osamostatnit, než je kukačka přeroste.

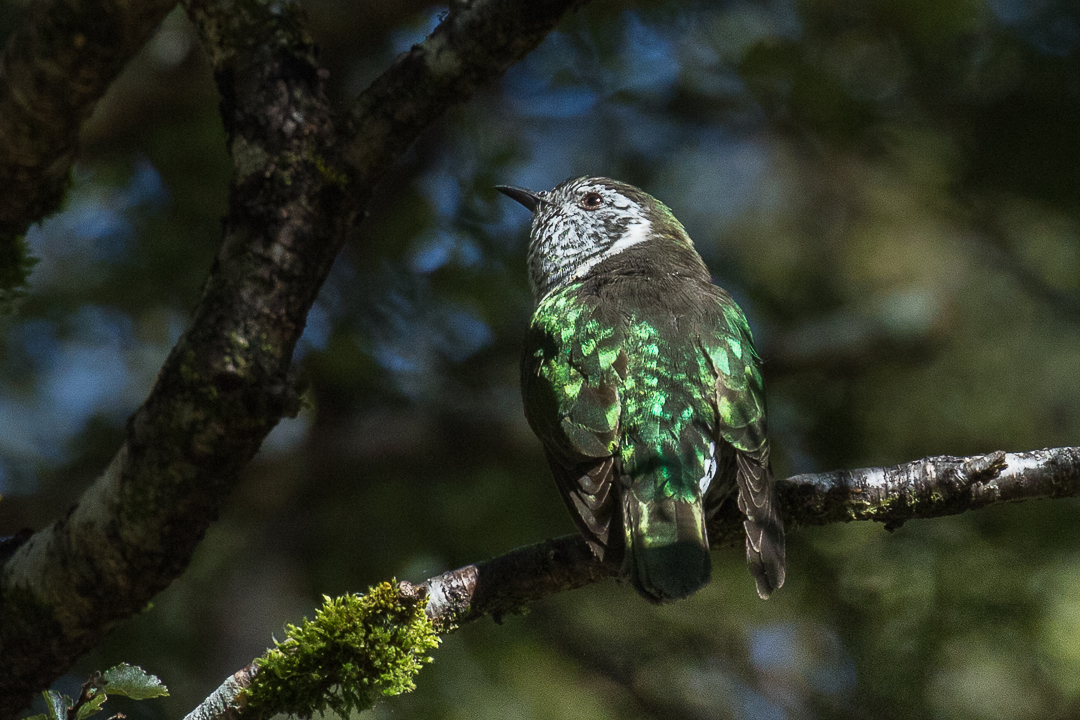
Subsp. lucidus na Novém Zélandu

Kukačky kladou vždy jedno vejce na jedno hostitelské hnízdo. Během jediného hnízdního období takto jedna kukačka může naklást až 16 vajec do 16 různých hnízd. Míra parazitismu na hostitelském druhu bývá proměnlivá. U australských střízlíkovců žlutokostřecových byl zaznamenán parazitismus kukačkami u 5 % a jiný rok až u 30 % jejich populace. U střízlíkovců novozélandských v oblasti Kaikoury bylo parazitováno až 55 % hnízd, u novokaledonských střízlíkovců kukačky parazitovaly na 16 % jejich hnízd. Novozélandská populace typicky klade svá vejce do druhé snůšky střízlíkovců. Výjimečně kukačka může naklást vejce do hnízda, kde se už nachází vejce jiného druhu kukačky.
Elipsovitá vejce bývají olivově zelená s rozměry 18,5×12,5 mm a váží kolem 1,8 g. Inkubační doba trvá 13–17 dní (na Novém Zélandu nejčastěji 15 dní, v Austrálii 13–14 dní). Pro srovnání to je o cca 4 dny méně, než u novozélandského hostitele, střízlíkovce novozélandského, a o dva 2 dny méně, než u střízlíkovce novokaledonského. Kratší inkubační doba poskytuje kukačkám výhodu v tom, že jejich mláďata se vylíhnou dříve a mohou tak rychleji vytlačit hostitelská vejce či mláďata, což zvyšuje šance mláďat na přežití.

#### Mláďata
Mláďata se rodí altriciální (tj. po narození plně závislá na „rodičích“), neopeřená a slepá. V dalších několika dnech postupně začínají rozevírat oči, které jsou plně otevřené v 9. dni života. Ve stáří 15 dnů jsou mláďata plně opeřená.
Mladá kukačka v prvních několika dnech po narození vytlačí mláďata hostitelského druhu z hnízda. Tito hostitelovi potomci hynou a kukačka je vykrmena a vychována samostatně. Mládě kukačky se typicky rodí před narozením hostitelských mláďat, nad kterými pak má fyzicky navrch. Pokud se narodí až po narození hostitelských mláďat, dojde k instinktivnímu vytlačení hostitelských kuřat až později – v době, kdy je kukačka velikostně doroste. Mládě kukačky žebrá o potravu pisklavým „ííí-ííí-ííí“. Hostitelský druh vykrmuje mládě po dalších cca 19 dní, načež dochází k prvnímu letu a kukačka opouští hnízdo. Po opuštění hnízda hostitelský druh nadále shání kukačce potravu po dobu 3–4 týdnů, dokud nedojde k jejímu úplnému osamostatnění.

### Potrava

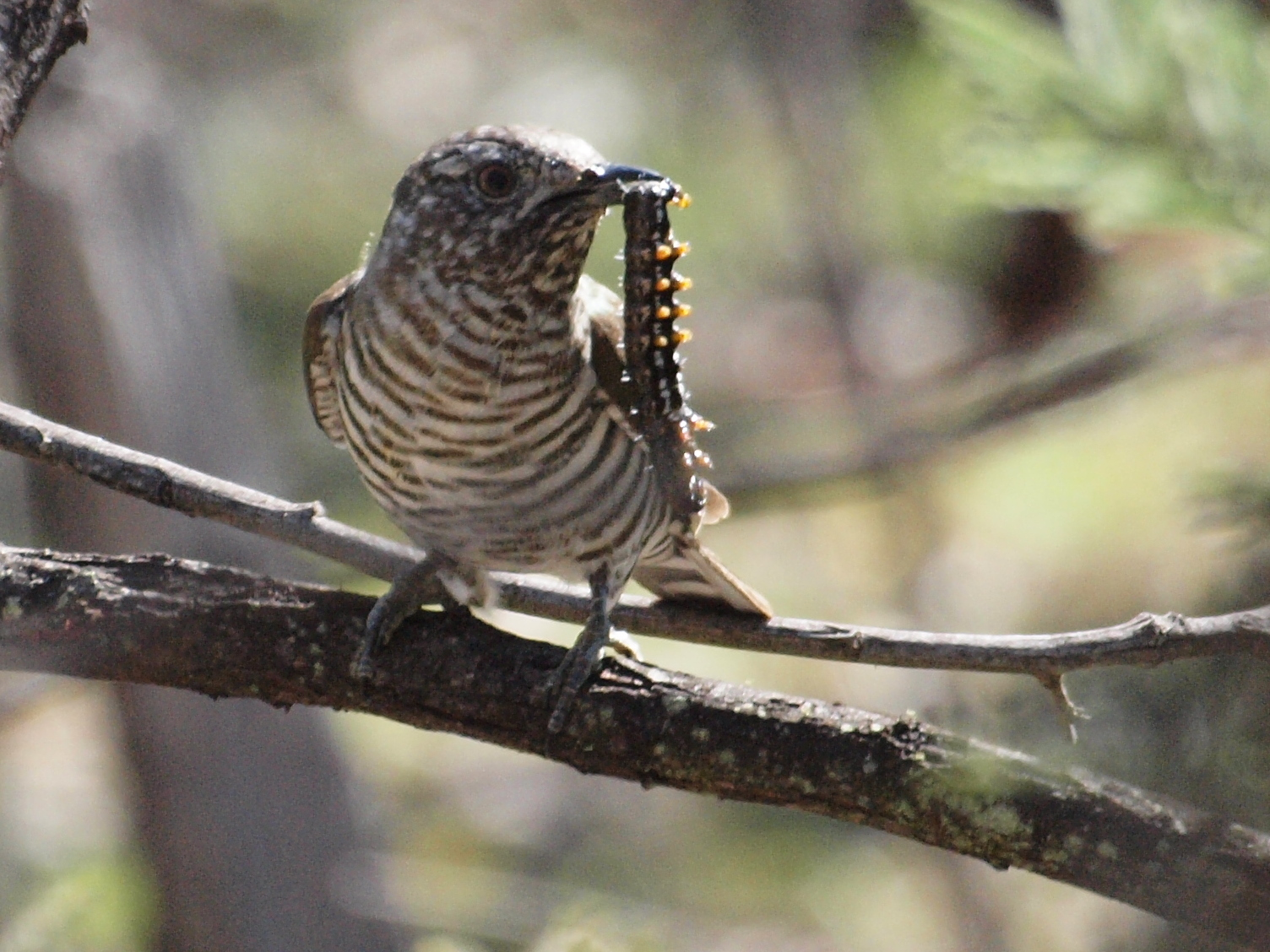
Kukačka s ulovenou housenkou

Živí se převážně hmyzem (noční motýli, housenky, tiplice, pošvatky, mravenci). Potravu loví většinou tak, že potichu sedí v zákrytu husté koruny stromů, odkud pozoruje dění pod sebou. Jakmile spatří vhodnou kořist, snese se na ni, sezobne ji a vrátí se na své stanoviště, kde úlovek pozře. Krmí se samostatně nebo v menších hejnech do cca 5 ptáků. Občas jsou kukačky k vidění, jak se krmí se stejnými druhy ptáků, na kterých parazitují.
Kukačky konzumují i některé druhy hmyzu, které jsou pro řadu dalších ptáků toxické, jako jsou slunéčkovití nebo různé druhy housenek. Příkladem může být chlupatá housenka nočního motýla Nyctemera annulata, která vedle vysoké míry toxinů disponuje i četnými ostny. Zatímco tato housenka je pro drtivou většinu ptáků nepoživatelná, podle jednoho z výzkumů potravních návyků kukaček se jednalo o nejčastější potravu kukačky.
Kukačky příležitostně požírají i vejce jiných ptáků – a to nejen těch, na kterých parazitují. Někdy jednoduše navštíví i hnízdo jiného ptáka, z něhož si v zobáku odnesou vejce, které později pozřou.

## Rozšíření a populace

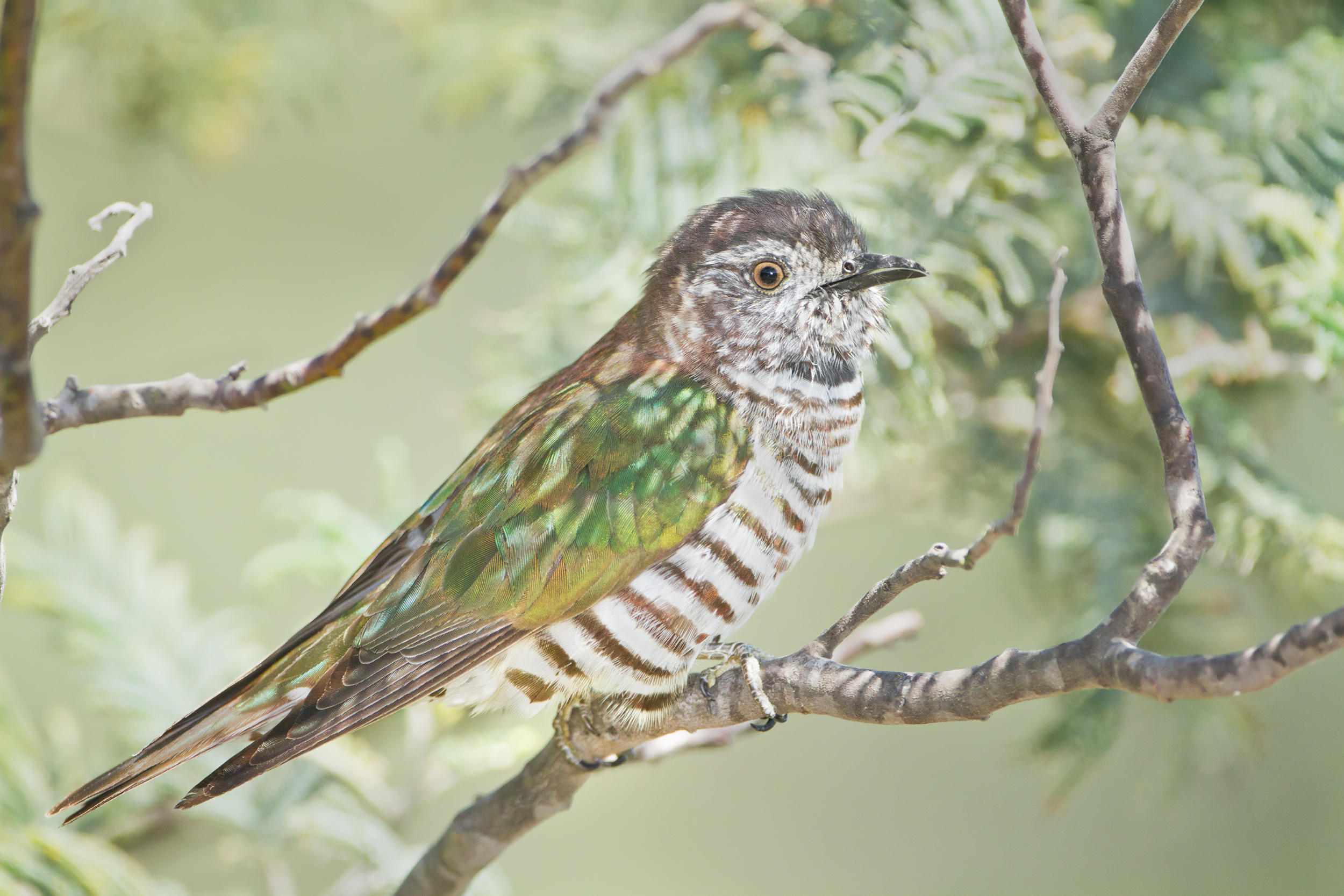
Jedinec v Tasmánii

Vyskytuje se v Austrálii, Indonésii, na Nové Kaledonii, Novém Zélandu, Papui Nové Guineji, Šalomounových ostrovech a Vanuatu. Občas se zatoulá i do oblasti Mikronésie. V Austrálii je druh hojně rozšířen na západě a východě. V západní Austrálii se vyskytuje západně od pouště Nullarbor a severně od Žraločí zátoky. Na východě Austrálie druh obývá oblasti od severního cípu Austrálie (Yorský poloostrov) až po jižní oblasti Tasmánie. Na Novém Zélandu druh hnízdí vedle hlavních ostrovů (Jižní, Severní, Stewartův) i na menších přímořských ostrůvcích nedaleko novozélandské pevniny i na vzdálených Chathamských ostrovech. Novozélandská populace obývá lesy do cca 1200 m n. m., ta australská až do cca 1800 m n. m.
Hustota teritorií v období rozmnožování se liší podle oblasti. V Austrálii se pohybovala od 0,02–0,47 ptáků na hektar lesa. Naproti tomu na Chathamských ostrovech, kde jsou kukačky nádherné poměrně vzácné, bylo pozorováno pouhých 6 ptáků na 12 500 hektarech.
Celková populace druhu není známá, avšak IUCN považuje kukačky nádherné za „místně běžné“. Populaci hodnotí jako stabilní a jelikož ji nic akutně neohrožuje, druh považuje za málo dotčený. Na Novém Zélandu kukačkám prospívá hojné rozšíření střízlíkovců novozélandských, kteří se dobře adaptovali na antropomorfní změny v krajině.

### Migrace
C. l. layardi (Nová Kaledonie, Vanuatu, ostrovy svatého Kříže) a C. l. harterti (Šalomounovy ostrovy) představují nemigrující populace. C. l. lucidus a C. l. plagosus jsou při nejmenším částečně migrující druh, z nichž většina nebo celá populace migruje severním směrem do svých zimovišť. Doba migrace se liší podle roku a na přílet a odlet kukaček mívá vliv počasí, nicméně obecně se dá říci, že kukačky odlétají do zimovišť někdy počátkem léta (cca prosinec) a přilétají zpět koncem zimy či počátkem jara (cca září).

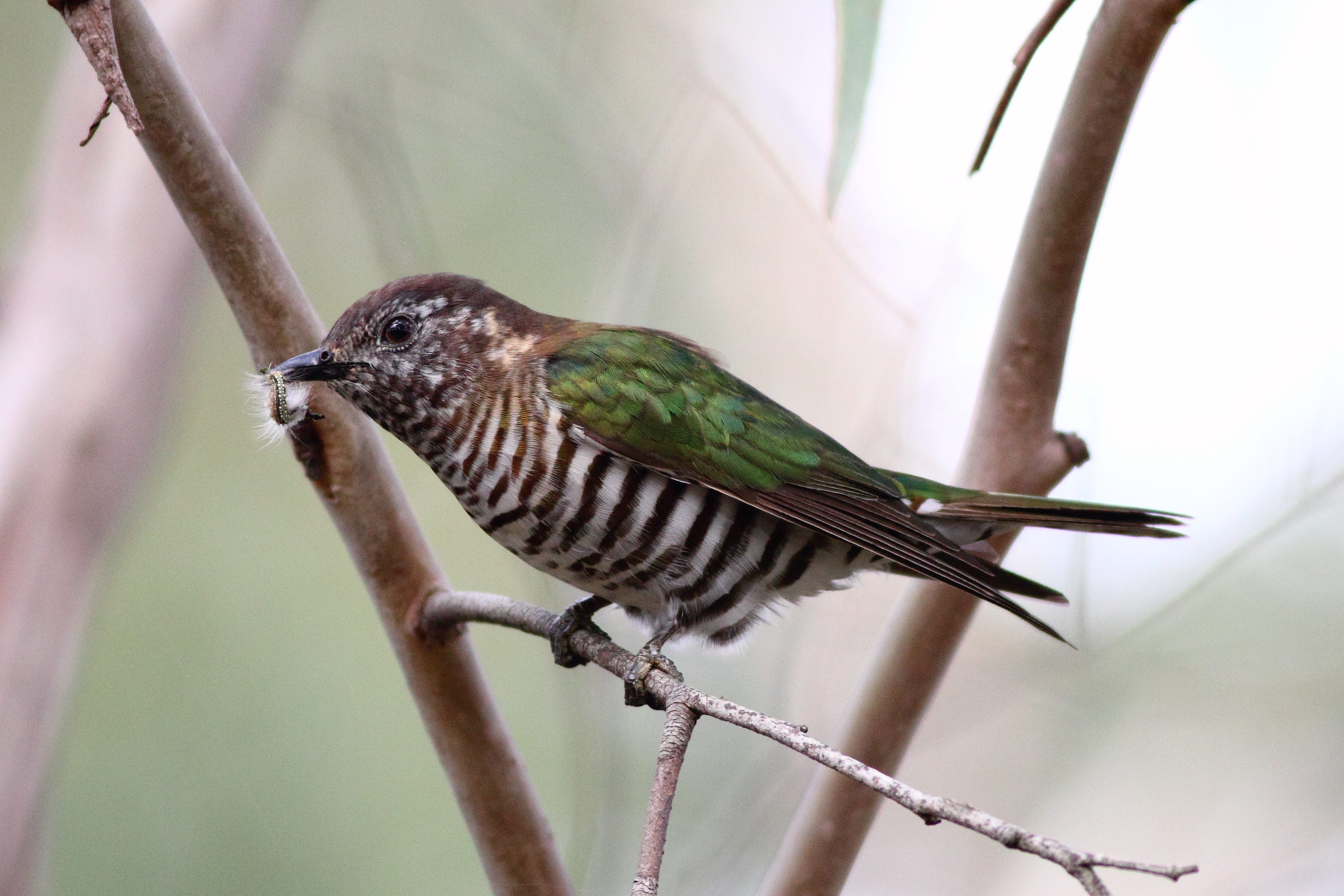
Kukačka s housenkou v botanické zahradě v australském Melbourne

Migrační cesty druhu nejsou zcela vyjasněny. Co je známo je to, že subsp. lucidus hnízdící na Novém Zélandu a na přilehlých ostrovech migruje do zimovišť v jihozápadním Tichomoří. Při nejmenším někteří migranti z této populace protahují východní Austrálií a přes ostrov Lorda Howa. Co se týče subsp. plagosus, tak je známo, že při nejmenším část migrující populace míří do Papui Nové Guiney a na Malé Sundy, a protahuje východní Austrálií. Studium migrace především v Austrálii je ztíženo poměrně těžkou identifikací poddruhů v terénu; není např. jasné, zda severovýchodní populace australských kukaček subsp. plagosus také migruje, nebo se jedná o nemigrující subpopulaci poddruhu. Situaci v oblasti komplikuje mj. průtah subsp. lucidus.
Před migrací se kukačka patrně vykrmuje. Po migračních trasách se pohybuje v malých hejnech a častý výskyt podél řek v době migrace napovídá, že migruje podél vodních toků. Migrační lety probíhají za tmy. Většinou se vrací do stejné lokace, nicméně výskyt vhodných hostitelů může mít na jejich rozšíření stěžejní vliv a může kukačky přimět rozšířit se do nových oblastí. Po příletu do cílové destinace bývají kukačky hlučné a značně vyčerpané. První den až dva zůstávají pospolu v malých hejnech, než se rozletí do lesa hledat hostitelské populace a zakládat teritoria. Po migraci dochází k přepeřování.
Kukačky poprvé migrují v prvním roce života. Mladí ptáci patrně zůstávají na zimovištích i přes své první léto a vrací se zpět do oblasti svých natálních teritorií až na přes rok, tedy ve druhém roce života.

### Biotop
Obývá širokou škálu biotopů, jako jsou lesy, křovinaté oblasti, vřesoviště, deštné pralesy, borovicové plantáže i městské parky a zahrady. Většinou se pohybuje v korunách stromů či keřů.

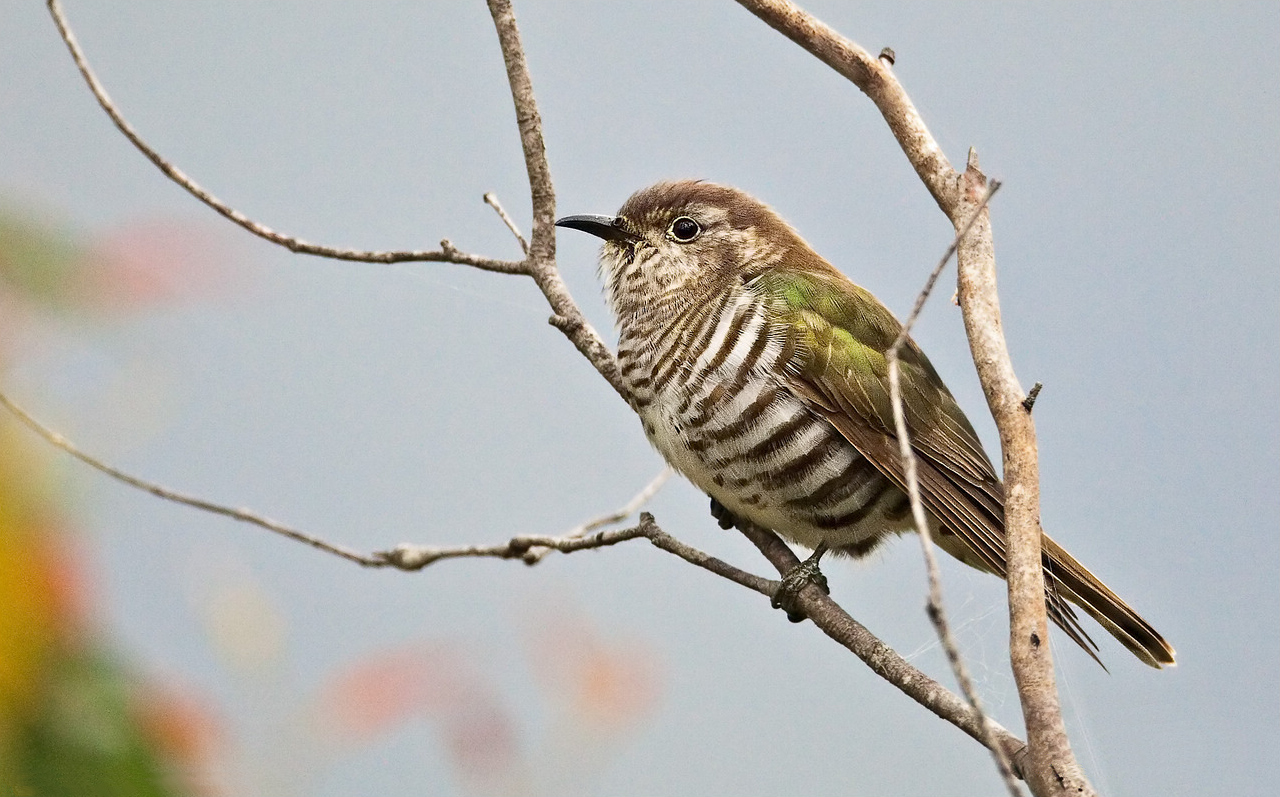
Kukačka v Tasmánii

## Ohrožení a ochrana
Kukačky nádherné jsou nechvalně známé tím, že často naráží do lidských objektů, nejčastěji oken. Mnoho lidí tak poprvé spatří jejich nezvyklé iridiscentní opeření, až když najdou mrtvého ptáka pod parapetem svého domu.
I když jsou kukačky v Austrálii a na Novém Zélandu místně hojné, do budoucna na ně může mít negativní vliv pokračující odlesňování v oblastech jejich zimovišť. Vedle člověka jsou hlavní hrozbou kukaček introdukovaní predátoři, především kočky, které útočí na kukačky při sběru housenek na zemi.

## Vztah k lidem
V maorské kultuře byly kukačky nádherné považovány za posly jara. Když kukačky po příletu na Nový Zéland začaly hlasitě hvízdat, Maorové to vnímali jako naříkání na chladné počasí. Jakmile však kukačky započaly zpívat i další melodie, bylo to vnímáno jako znamení brzkého příchodu letního, teplého počasí. Přílet kukaček byl spojován s počátkem sázení batátů, klíčové zemědělské plodiny Maorů. O kukačkách se dochovala řada písní a pořekadel (whakataukī). Jedno z nich ve volném překladu zní „Jsi jako kukačka nádherná“, což se používá pro označení lenivých, nezodpovědných rodičů nebo jako nadávka muži s mimomanželskými dětmi.